# Sturionii se pescuiesc pe furtună
Sturionii se pescuiesc pe furtună este un film românesc din 1971 regizat de Ion Bostan.